# Heinrich Groß (Gymnasialdirektor)
Heinrich Groß (1849 – nach 1903) war Gymnasialdirektor und Autor in den österreichischen Küstenlanden.

## Leben und Wirken
Heinrich Groß wurde 1875 Lehrer am Gymnasium in Triest und unterrichtete dort vor allem alte Sprachen. 1890 wurde er zum Direktor des k.k. Ober-Gymnasiums in Görz ernannt. Er wurde auch Mitglied des Landesschulrats. 1903 ging er in den Ruhestand.

## Publikationen
Heinrich Groß veröffentlichte mehrere Publikationen über deutsche Schriftstellerinnen.
- Deutschlands Dichterinnen und Schriftstellerinnen, eine kulturhistorische Skizze, 2. Ausgabe, Wien 1882, Digitalisat mit Angaben zu über 800 Autorinnen, als erstes Übersichtswerk dieser Art seit  über 50 Jahren
- Deutsche Dichterinnen in Wort und Bild, Berlin, Verlag von Fr. Thiel, 1883, 2 Bände, Digitalisat, mit Texten und Fotografien von deutschen Schriftstellerinnen.